# Hinrik Bornemann

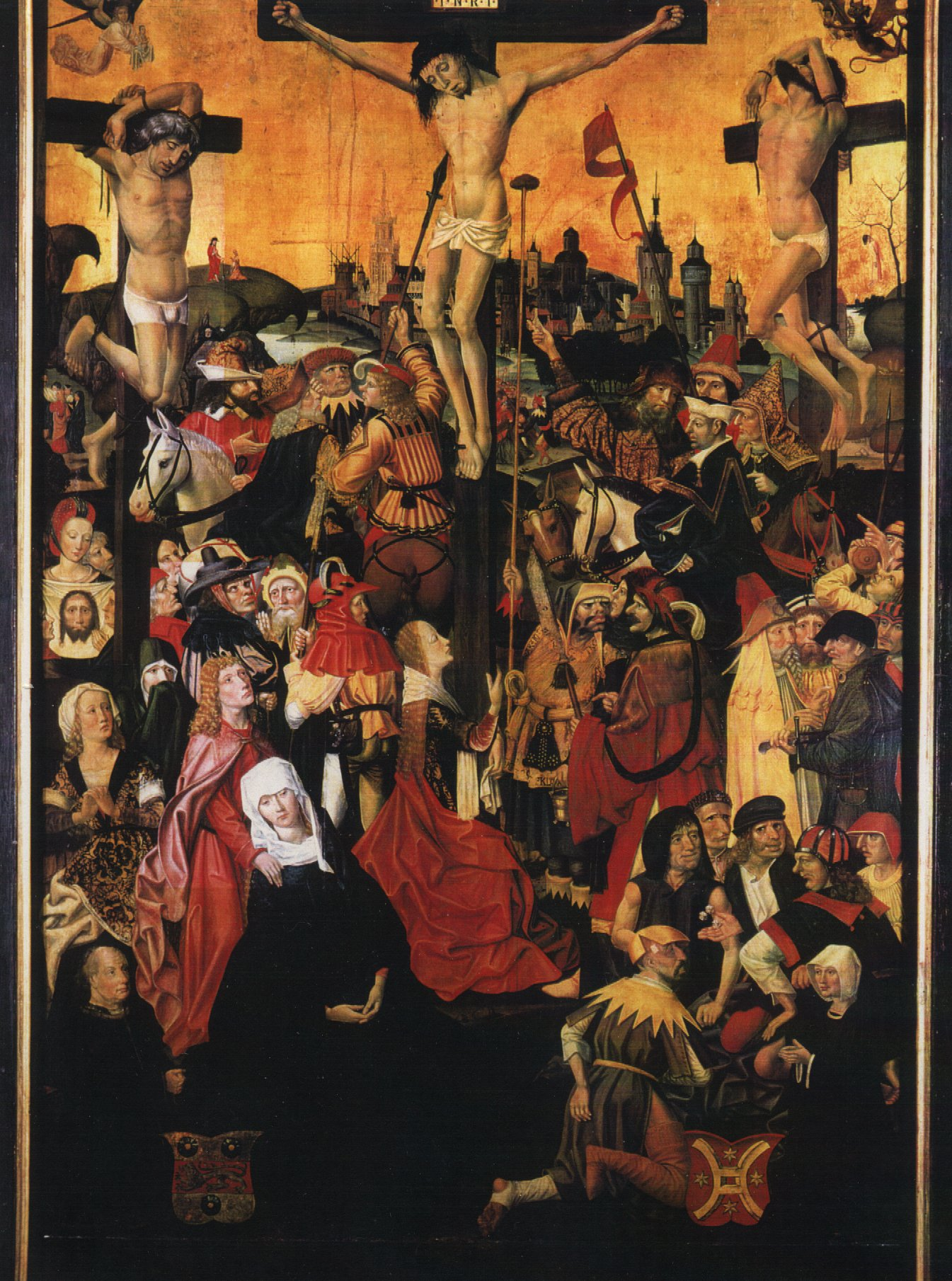
Die Kreuzigung, um 1490, Hauptkirche Sankt Katharinen, Hamburg

Hinrik Bornemann, auch Hinrich Bornemann (* um 1450 in Hamburg; † nicht vor 1499 und nicht später als 1510) war ein in Hamburg tätiger Maler und Amtsmaler der Spätgotik.

## Leben
Hinrik Bornemann war der Sohn des Hamburger Malers Hans Bornemann, zusammen  mit Gherburg Bornemann, Mitbegründer der Hamburger Bruderschaft der Lukasgilde. Nach dem Tod Hans Bornemanns, vor dem Jahr 1474, heiratete die Witwe den Maler Hinrik Funhof. So wurde Funhof der Stiefvater Hinrik Bornemanns.
Hinrik Bornemanns Hauptwerk ist der Lukas-Altar für den Mariendom, der sich seit dem Abriss des Doms infolge der Säkularisation 1806 als einer von drei mittelalterlichen Altären in der Jakobikirche in Hamburg befindet. Dieser Altar wurde 1499 von Absolon Stumme, dem zweiten Stiefvater Hinrik Bornemanns, und Wilm Dedeke vollendet, letzterer heiratete auch die Witwe Hinrik Bornemanns.
Mit seinem Einfluss wird auch der um 1500 entstandene Flügelaltar im Dom zu Güstrow in Verbindung gebracht.
In der Kunstgeschichte des 20. Jahrhunderts war weitgehend streitig, ob Hinrik Bornemann oder sein Stiefvater Absolon Stumme der Meister des Hamburger Domaltars war. Der ehemalige Hochaltar des Doms in Hamburg war nach dessen Abriss in einigen Einzelteilen in das heutige Polen gelangt, und zwar auf die Marienburg. Auch der Meister der Lüneburger Fußwaschung wird als Notname mit Hinrik Bornemann in Verbindung gebracht.